# Heliosciurus
Heliosciurus — рід вивірок підродини Xerinae та триби Protoxerini. Вони зустрічаються лише в Африці на південь від Сахари.

## Характеристики
Це вивірки середнього та великого розміру з довжиною голови й тулуба від 17 до 27 сантиметрів, а хвіст – від 15 до 30 сантиметрів. Вони вузької статури та мають довгий, тонкий хвіст, зазвичай трохи довший за решту тіла. Залежно від виду, їхнє хутро варіюється від сірого до коричневого або чорнувато-коричневого, а у деяких видів — від червонуватого до червонувато-коричневого, зі світлими цятками та без смуг на спині. Низ білуватий, жовтуватий або червонувато-коричневий. Голова порівняно невелика, вуха короткі та близько до голови. Ноги відносно довгі. Хвіст вкритий довгою шерстю та більш-менш чітко облямований світлими та темними кільцями. Загалом тварини мають зубний ряд із 20 зубів.

## Спосіб життя
Це мешканці дерев у сутінках. Іноді вони також потрапляють на лісову підстилку, але швидко залазять на дерево за перших ознак порушення спокою. Вони тікають від небезпеки на верхівки дерев. Вони шукають притулку в дуплах дерев, де також будують свої гнізда, зазвичай з листя. Хоча вони зазвичай живуть поодинці, вони не агресивні до одновидових особин і терплять їхню близькість. Однак попереджувальні крики та свист, що видаються у разі небезпеки, вказують на більш взаємопов'язану соціальну поведінку. Кількість дитинчат у виводку коливається від одного до п'яти. Heliosciurus їдять горіхи, насіння та фрукти, іноді комах та пташині яйця. Хижаками Heliosciurus є дрібні хижаки, що мешкають на деревах, такі як нандінія пальмова та генета. Молоді вивірки також часто стають жертвами пацюків, змій та кочових мурах. Мати запечатує вхід до своєї нори гілочками, але цього зазвичай недостатньо. Коли наближається міграція мурах, мати намагається перенести дитинчат у безпечне місце у своєму роті.